# بيتر مالام براذرز
العميد الجوي بيتر مالام "بيت" براذرز ، سي بي ايي دي اس او ولد 30 سبتمبر 1917 و توفي 18 ديسمبر 2008 كان طيارًا مقاتلاً في سلاح الجو الملكي و يعتبر ايضا قائد طيران في الحرب العالمية الثانية . كان للأخوة الفضل في تحقيق 16 انتصارًا جويًا، حقق 10 منها خلال معركة بريطانيا .